# Comté de Van Zandt
Le comté de Van Zandt (en anglais : Van Zandt County) est un comté situé dans le nord-est de l'État du Texas aux États-Unis. Selon le recensement de 2020, sa population s'élève à 59 541 habitants. Son siège de comté est Canton.
Le comté est nommé en l'honneur d'Isaac Van Zandt (en) (1813-1847), membre du Congrès de la république du Texas.

## Histoire
Le comté, fondé en 1848, tente, par deux fois, de faire sécession avec le Texas : une fois en 1861, au début de la guerre de Sécession alors que l'État fait partie des États confédérés d'Amérique, puis, la seconde fois en 1867, après que le Texas soit réintégré aux États-Unis.

## Géographie
Le comté a une superficie de 2 226 km2, dont 2 198 km2 en surfaces terrestres.

### Comtés voisins
| Comté de Hunt    | Comté de Rains     | Comté de Wood  |
| Comté de Kaufman | comté de Van Zandt | Comté de Smith |
|                  | Comté de Henderson |                |

## Démographie
Lors du recensement de 2010, le comté comptait une population de 52 579 habitants. En 2017, la population est estimée à 55 182 habitants.

Pyramide des âges du comté de Van Zandt (2000).